# روگن (ناحیه)
روگن (به آلمانی: Landkreis Rügen) یک ناحیه در آلمان است که در مکلنبورگ-فورپومرن واقع شده‌است. روگن ۶۷٬۵۲۶ نفر جمعیت دارد.

## خواهرخوانده
شهر اولدنبورگ خواهرخواندهٔ روگن (ناحیه) هست.